# ITF Women's Circuit 2010
L'ITF Women's Circuit 2010 è stata una serie di tornei gestita dall'organo internazionale del tennis, l'ITF. Lo scopo di questi tornei è quello di permettere, in particolare alle giovani tenniste, di migliorare la loro classifica per giocare in tornei più importanti. L'ITF Women's Circuit comprende tornei che hanno montepremi che vanno dai 10.000 ai 100.000 dollari.

## Calendario
Qui di seguito è presentato il calendario dell'ITF Women's Circuit 2010:

## Distribuzione dei punti
| Descrizione          | V   | F   | SF | QF | R16 | R32 | R64 | R128 | QLFR | Q3 | Q2 | Q1 |
| -------------------- | --- | --- | -- | -- | --- | --- | --- | ---- | ---- | -- | -- | -- |
| ITF $100,000 + H(32) | 150 | 110 | 80 | 40 | 20  | 1   | -   | -    | 6    | 4  | 1  | -  |
| ITF $100,000 + H(16) | 150 | 110 | 80 | 40 | 1   | -   | -   | -    | -    | -  | -  | -  |
| ITF $100,000 (32)    | 140 | 100 | 70 | 36 | 18  | 1   | -   | -    | 6    | 4  | 1  | -  |
| ITF $100,000 (16)    | 140 | 100 | 70 | 36 | 1   | -   | -   | -    | -    | -  | -  | -  |
| ITF $75,000 + H(32)  | 130 | 90  | 58 | 32 | 16  | 1   | -   | -    | 6    | 4  | 1  | -  |
| ITF $75,000 + H(16)  | 130 | 90  | 58 | 32 | 1   | -   | -   | -    | -    | -  | -  | -  |
| ITF $75,000 (32)     | 110 | 78  | 50 | 30 | 14  | 1   | -   | -    | 6    | 4  | 1  | -  |
| ITF $75,000 (16)     | 110 | 78  | 50 | 30 | 1   | -   | -   | -    | -    | -  | -  | -  |
| ITF $50,000 + H(32)  | 90  | 64  | 40 | 24 | 12  | 1   | -   | -    | 6    | 4  | 1  | -  |
| ITF $50,000 + H(16)  | 90  | 64  | 40 | 24 | 1   | -   | -   | -    | -    | -  | -  | -  |
| ITF $50,000 (32)     | 70  | 50  | 32 | 18 | 10  | 1   | -   | -    | 6    | 4  | 1  | -  |
| ITF $50,000 (16)     | 70  | 50  | 32 | 18 | 1   | -   | -   | -    | -    | -  | -  | -  |
| ITF $25,000 (32)     | 50  | 34  | 24 | 14 | 8   | 1   | -   | -    | 1    | -  | -  | -  |
| ITF $25,000 (16)     | 50  | 34  | 24 | 14 | 1   | -   | -   | -    | -    | -  | -  | -  |
| ITF $10,000 (32)     | 12  | 8   | 6  | 4  | 1   | -   | -   | -    | -    | -  | -  | -  |
| ITF $10,000 (16)     | 12  | 8   | 6  | 1  | 0   | -   | -   | -    | -    | -  | -  | -  |

"+H" indica l'ospitalità.